# Xavéri Szent Ferenc

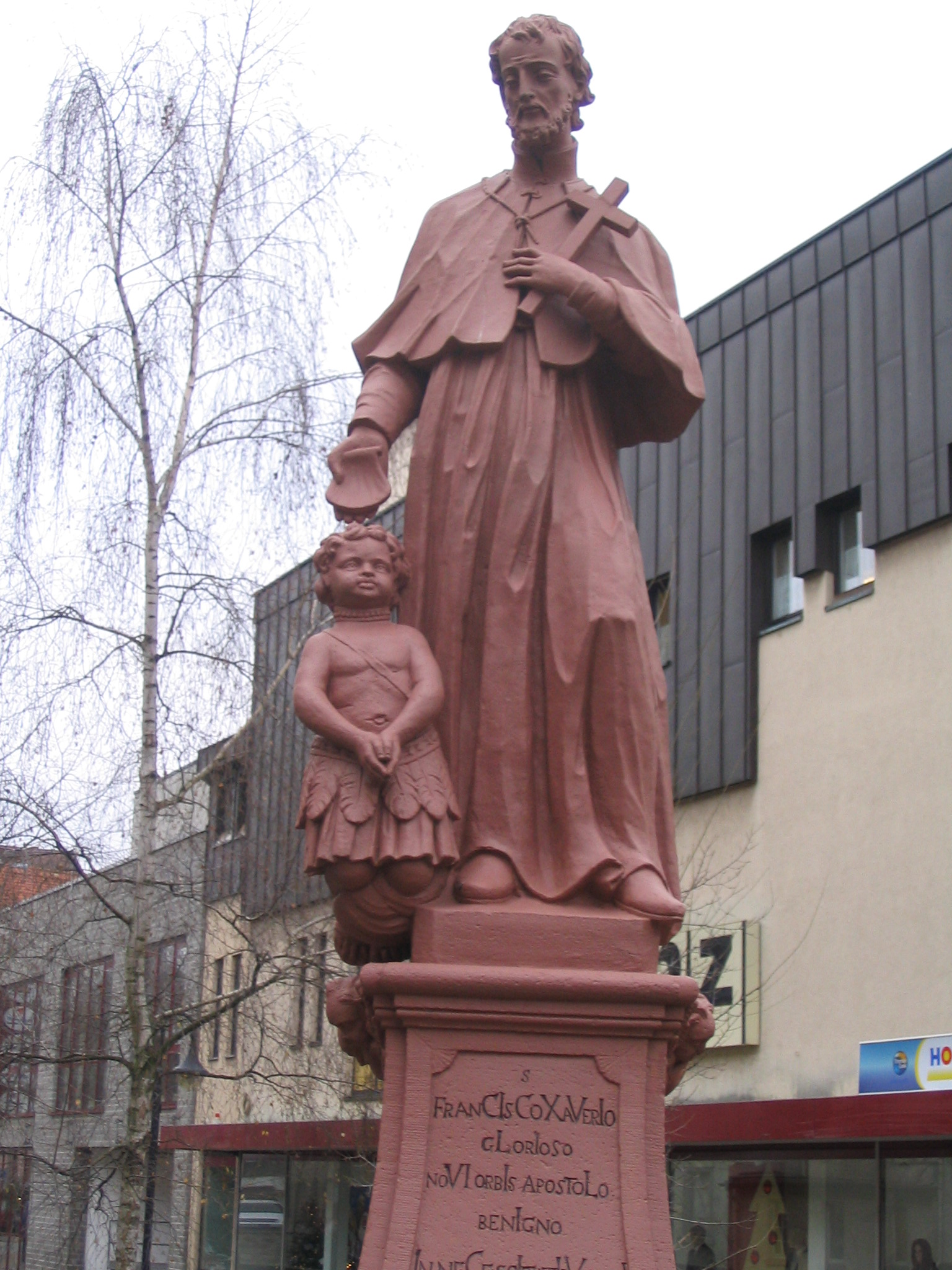
Xavéri Szent Ferenc

Xavéri Ferenc (latin: Franciscus Xaverius; baszk: Frantzisko Xabierkoa; spanyol: Francisco Javier), katolikus nevén Xavéri Szent Ferenc (Javier vára, Navarrai Királyság (ma Spanyolország) 1506. április 7. – San-Csaog, Kanton mellett, Kína, 1552. december 3.) jezsuita szerzetes, minden idők egyik legnagyobb katolikus misszionáriusa, a Jézus Társasága rend társalapítója.

## Élete
Párizsban Magister Artium fokozatot szerzett. Ottani tanulmányai alatt ismerkedett meg a későbbi Loyolai Szent Ignáccal, akivel közeli barátokká váltak, s akinél elvégezte a Lelkigyakorlatokat, majd az Ignác körül szerveződő Társaság – Fáber Péter melletti – egyik első tagja lett. 
1534. augusztus 15-én Ignáccal és öt hasonló gondolkodású társával együtt (Pierre Favre, Diego Laínez, Simon Rodrigues, Nicolas Bobadilla, Alfonso Salmerón) a szerzetesi életre jellemző szegénységi és tisztasági fogadalmat tett. Azt is megfogadták, hogy elzarándokolnak a Szentföldre. 1536 telén indultak útnak, hogy ez utóbbi fogadalmukat teljesítsék. Velencében azonban tudomásul kellett venniük, hogy a törökök az összes Szentföldre vezető utat lezárták. Miközben a körülmények kedvezőbb alakulására várakoztak, 1537. június 27-én pappá szentelték őket Velencében.
1538 novemberében arra kérték a pápát, hogy megváltoztathassák a szentföldi zarándoklatra tett fogadalmukat. „Helyette” Róma püspökének tökéletes engedelmességet fogadtak. Ignác, aki korábban katona volt, kezdetben a „Jézus Csapata” nevet találta a legmegfelelőbbnek az új szerzetesrend megjelölésére, de nemsokára a Jézus Társasága névvel cserélte fel, amely kevésbé hangzott katonásan.
1540 tavaszán III. Pál pápa a Társaságból két személyt Írországba, másik kettőt Portugál-Kelet-Indiába küldött. Ignác az egyik megbetegedett testvér helyett Ferencet küldte Indiába.

## Missziók
Az Indiába készülő flotta 1541 áprilisában futott ki Lisszabon kikötőjéből. Ferenc nem sokkal előbb egy pápai iratot kapott, amellyel a pápa Távol-Kelet pápai legátusává nevezte ki a jezsuita misszionáriust. Az utazás tizenhárom hónapot vett igénybe, beleszámítva a Mozambikban eltöltött téli időszakot is, Ferenc 1542. május 6-án érkezett meg Goába.

### India és Indonézia
Xavéri Ferenc hamarosan észrevette, hogy a portugál tengerészek, katonák, tisztviselők és kereskedők viselkedése nem sok becsületet szerzett a kereszténységnek. Ezért keresztet vett a kezébe, és bejárta a város negyedeit, maga köré gyűjtötte a gyermekeket és a felnőtteket, majd hithirdetéssel próbálkozott.
1542 szeptemberének végén újra hajóra szállt, és még mielőtt társai Mozambikból utolérték volna, a Comorin-fok körül (az Indiai-félsziget legdélibb pontja) élő gyöngyhalászok közé ment, akik közül 1545–47 között mintegy húszezren megkeresztelkedtek. Ferenc tanította nekik a katekizmust, védelmezte őket a portugál kereskedők ravaszságával szemben, vigasztalta és támogatta őket a muzulmánok rajtaütései alkalmával. Később hasonlóképpen segítette Travancorban a halászokat, akik közül mintegy tízezret ő maga keresztelt meg. Több mint egy évet töltött az egyszerű halászok között, akiket „első szerelmének” nevezett, és ha missziós útjai során a közelben járt, mindig felkereste őket. Valahányszor új misszionáriusok érkeztek Goába, mindig küldött valakit hozzájuk.
Mivel Xavéri Ferenc legátusi megbízatása a Jóreménység fokától (Afrika legdélibb pontja) egészen Kínáig terjedt, a misszionárius nem időzhetett túl sokat egy helyben; szinte állandóan úton volt. 1545-ben például Mailapurból Melaka felé indult, amelyet a portugálok 1511-ben hódítottak el a muzulmánoktól. Győzelmüket akkor úgy ünnepelték, mint a kereszténység diadalát az iszlám felett. 1546. január 1-jén már a Fűszer-szigetek néven ismertté vált Maluku-szigetekre tartott, hogy segítségére legyen az ottani keresztényeknek. Mintegy másfél év múlva tért vissza Malakkára, ahol hallott a Kelet-kínai-tengertől keletre levő új szigetekről: Japánról, a felkelő nap országáról.

### Japán
Útja során Malakkában találkozott először japánokkal, akik akkoriban ott kerestek menedéket. Ezeket magával vitte Goába, közben keresztény tanításban részesítette őket, s miután megismerték a hitet, megkeresztelte őket. Ekkor merült fel benne először, hogy három japán kísérővel Japánba utazik téríteni. Ez a terv 1549-ben megvalósult, amikor három japánnal és két másik jezsuita szerzetessel  Kagosimánál partra szállt. 
A feljegyzések szerint Ferencnek kiváló nyelvérzéke volt, de a japán nyelv neki is nehézséget okozott. Szent Ignácnak írt levelei arról tanúskodnak, hogy mintegy negyven napig tartott, amíg megtanulta japán nyelven elmondani a tízparancsolatot. Ez a nehézség a precizitásáról már akkor híres Japánban sok félreértésre adott alkalmat. Ferenc Ignácnak írott levelei alapján kijelenthető, hogy a japánok az európaiak szemében is rendkívül műveltek voltak, gondosan kidolgozott szokásrendszerük volt, és sokat adtak a külső formákra, valamint a hagyományokra. Bár Ferencet szívesen meghallgatták, sőt szívesen vitatkoztak vele, de a térítésük sok nehézségbe ütközött, különösen a boncok körében, akik erkölcseivel szemben Ferenc sok kifogást emelt, s ezért hamarosan komoly gyűlölettel tekintettek rá. 
A japán misszió – elsődlegesen a nyelvi nehézségek és a boncok ellenséges hozzáállása miatt – sikertelennek volt nevezhető, ezért 1550-ben Ferenc továbbutazott, hogy találkozzék a japán császárral és sógunjával. Itt újabb csalódás érte, mivel bebizonyosodott számára, hogy a japán császárnak ekkoriban nem volt igazi hatalma, sógunja pedig egy csecsemő volt; az igazi hatalom a földbirtokosok kezében volt. A helyzet felismerése és megértése után – a boncokkal és a tudósokkal folytatott hosszas viták eredményeként – sikerült egy kis csoport figyelmét felkeltenie a kereszténység iránt, valamint megnyerte egy bizonyos Bungo herceg barátságát is. Ekkor kihasználta azt a felismerését, hogy a japánok mennyire érzékenyek a nevekre, címekre és rangokra, s így pápai legátusként, rendkívül díszes ruhában jelent meg, amely missziójára jó hatással volt.  
Két éven át tartó tevékenysége során 1500 embert keresztelt meg, ami aránylag kicsi szám ahhoz képest, amelyeket kevésbé művelt környékeken elértek a misszionáriusok, de ez jó tanulság volt mind neki, mind az őt követőknek, hogy mennyire fontos az inkulturizáció szerepe, amely szerint a keresztény hithirdetőknek alkalmazkodniuk kell az adott kultúrához, meg kell ismerniük a helyi nyelveket és az érintkezési formákat, és ebbe kell beleágyazni a keresztény üzenetet, hogy a katolikus (egyetemes, univerzális) hit a nyugati kultúrától lényegesen eltérő civilizációkban is gyökeret verhessen.

### A kínai misszió terve
Ferencben a Japánban töltött időszak alatt merült fel, hogy – az általa a japán kultúra és szokások ősi földjének tartott – Kínába menjen misszióba. 1552 februárjában tért vissza Godába, ahol komoly feladatokat kellett ellátnia, hiszen ő volt az újonnan alapított indiai jezsuita rendtartomány vezetője. Az ehhez kötődő legfontosabb feladatokat rövid időn belül ellátta, s április 17-én indult el Kína felé. Utazása előtt komoly nehézségek merültek fel, mivel a melakai kormányzó ellenezte a tervét. Ennek oka az volt, hogy féltette kereskedelmi kapcsolatait attól, hogy egy „külföldi” titokban behatoljon az idegenek elől szigorúan elzárt Kínába. Ferencnek egyedül és titokban augusztus végére sikerült elérnie a San-Csao sziklaszigetet. Innen egy csempész segítségével szeretett volna tovább jutni, de az illető végül nem vitte át kínai területre. A portugál kereskedők pedig a tél közeledtével, mivel nem volt hajlandó velük menni, egyedül ott hagyták a szigeten. Az önmagához kíméletlen munka, a hosszú utazások és a rossz körülmények hamar felőrölték egészségét, a szigeten láz támadta meg, majd 1552. december 3-án, a reggeli órákban meghalt.

## Kultusz

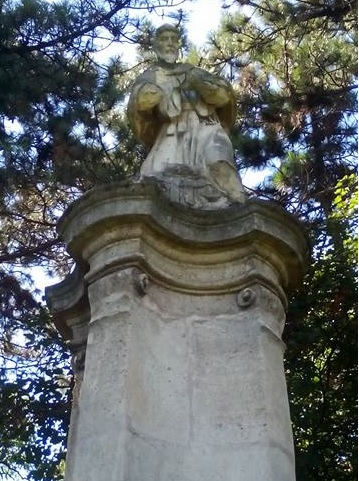
Xavéri Szent Ferenc mészkőszobra az Amerikai temetőben

Xavéri Szent Ferenc – bár elhagyatottan halt meg – mégis a művelt világra komoly hatással volt, hiszen a távoli vidékről írt levelei, különösen úgy, hogy a jezsuita rend ekkoriban egyre népszerűbbé kezdett válni, kiváltotta kortársai csodálatát. Hatása alapján a középkori – el akarok jutni a szentföldre – gondolkodást új életmód iránti gondolkodás váltotta fel, a misszionárius lét iránti vágy. Hatására új paradigma következett be a misszionárius létben, hiszen ettől kezdve egyértelművé vált, hogy az eredményes missziós munkát széles körű intellektuális felkészülés kell hogy megelőzzön.
Hatására több ezren mentek misszionáriusnak, s ezeknek az embereknek a segítségével megindult Amerika, Ázsia és Afrika misszionálásának első nagyobb hulláma.
Tisztelete folyamatosan fennállt, s halála után alig fél évszázaddal V. Pál pápa avatta boldoggá. Szentté a rendalapító Loyolai Szent Ignáccal egy időben (1622-ben) avatta XV. Gergely pápa. XIV. Benedek pápa 1748-ban „India és az egész Távol-Kelet védőszentje” nevet adta neki, XI. Piusz pápa pedig 1927-ben „az egész földkerekség minden missziója védőszentjeként” bízta rá a misszionáló egyházat. 
1769-ben a Mátyás-templom elé az akkori városbíró, Balásy Ágoston szobrot állíttatott neki mint Buda patrónusának. A szobrot később lebontották, és egy pestisoszloppal (Szentháromság tér) pótolták, nyilván a helyi járvány alatti fogadalmuk teljesítésekeppen. Jelenleg a Budaörsi úti amerikai hadi temetőben áll, elfeledve.